# بيث مالون
بيث مالون (بالإنجليزية: Beth Malone)‏ هي مغنية وممثلة أمريكية، ولدت في 2 يناير 1969 في أوبورن في الولايات المتحدة.

## ترشيحات
- جائزة توني عن فئة أفضل ممثلة في مسرحية موسيقية [الإنجليزية]‏ (2015)

## وصلات خارجية
- بيث مالون على موقع IMDb (الإنجليزية)
- بيث مالون على موقع ألو سيني (الفرنسية)
- بيث مالون على موقع قاعدة بيانات برودواي على الإنترنت (الإنجليزية)
- بيث مالون على موقع قاعدة بيانات الفيلم (الإنجليزية)